# عبدالرحمن بن عوف

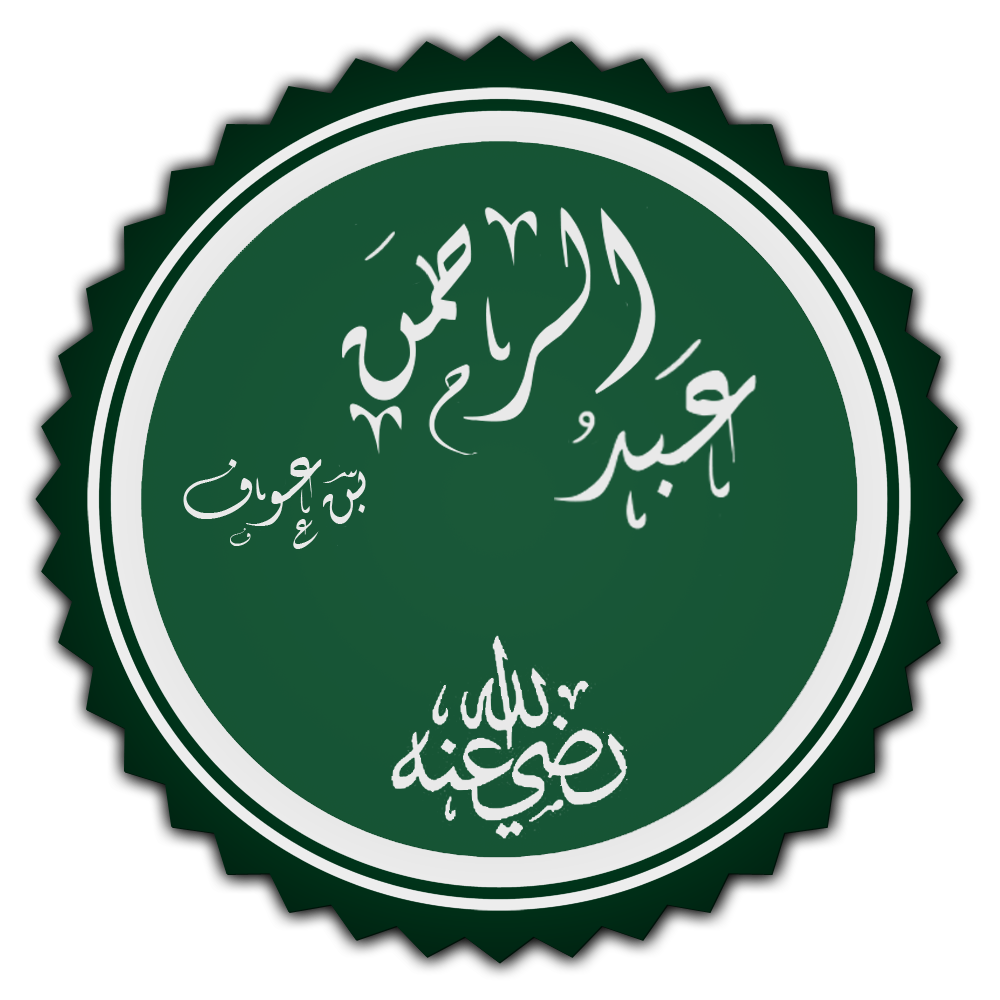

عبدالرحمن پسر عوف زُهْری قریشی، از اصحاب محمّد پیامبر اسلام بود. نام او در ابتدا، عبدعمرو (یا عبدالکعبه) بود. او جزو شورای ۶ نفره ای بود که در خلیفه شدن برادرزنش عثمان نقش داشت.

## اسلام آوردن عبدالرحمن
او از اولین اسلام آورندگان بود و در هجرت به مدینه و هجرت به حبشه حضور داشت. او در جنگ بدر و دیگر جنگها حاضر بود. او فرماندهِ سپاهی بود که محمد برای مقابله با دومة الجندل فرستاد و پس از فتح آنجا، دختر شاهزاده را مجبور به ازدواج با خود کرد. طبق روایات اهل تسنن، او جزو ۱۰ نفری است که محمد به آنها بهشت را وعده داد.

## تعیین خلیفه سوم
او درآمد قابل توجهی از راه تجارت کسب کرد و شخصیت بانفوذی محسوب می‌گردید. پس از مرگ عمر، او جزو شورای ۶ نفره تعیین خلیفه بود. خلیفه دوم علاوه بر عضو کردن عبدالرحمن در این شورا، به او این اختیار را داد که اگر این شورا در دو گروه سه نفره، نظر متفاوتی داشتند، رأی گروهی پذیرفته شود که عبدالرحمان در آن است. در نهایت عبدالرحمن از همین امتیاز خود استفاده کرده و برادر زن خود، عثمان، را خلیفه مسلمانان کرد. او در سال ۳۱ هجری (۶۵۲ میلادی) درگذشت.